# Бунге, Марио
Марио Аугусто Бунге (исп. Mario Augusto Bunge; 21 сентября 1919, Буэнос-Айрес, Аргентина — 25 февраля 2020, Монреаль, Канада) — аргентинский философ и физик.

## Биография
В 1956—1960 годы он был профессором теоретической физики в Университете Буэнос-Айреса, 1960—1966 профессор в различных университетах в США, Мексике, в странах Южной Америки и Западной Европы. С 1966 года работал в Канаде, где он стал профессором логики и метафизики в Университете Макгилла в Монреале.
Его основные интересы — философия науки, онтология, теория познания, философия сознания и социальная философия, теория систем. Кроме того, Марио Аугусто Бунге выполнил большую работу по аксиоматизации физических теорий, особенно квантовой механики. Он являлся редактором книжной серии «Библиотека точной философии». По его мнению, сочетает в себе философский материализм со строгими методами, разработанными аналитической философией, а также борьбу со всеми формами таких явлений и течений, как субъективность, спиритизм, позитивизм, механицизм, диалектика.
В политическом смысле определял себя как левого либерала и демократического социалиста, продолжателя традиции Джона Стюарта Милля и Хосе Инхеньероса.

## Публикации
- 1960. «La ciencia, su método y su filosofía». Buenos Aires: Eudeba. (In French: «La science, sa méthode et sa philosophie». Paris: Vigdor, 2001, ISBN 2-910243-90-7.)
- 1962. «Intuition and Science». Prentice-Hall. (In French: «Intuition et raison». Paris: Vigdor, 2001, ISBN 2-910243-89-3.)
- 1967. «Scientific Research. Strategy and Philosophy». Berlin, New York: Springer-Verlag. Reprinted as «Philosophy of Science» (1998).
- 1967. «Foundations of Physics». Berlin-Heidelberg-New York: Springer-Verlag (1967), Library of Congress Catalog Card Number 67-11999
- 1973. «Philosophy of Physics». Dordrecht: Reidel.
- 1980. «The Mind-Body Problem». Oxford: Pergamon.
- 1983. «Demarcating Science from Pseudoscience». Scientiae Fundamenta 3: 369—388.
- 1984. «What is Pseudoscience». «The Skeptical Inquirer». Volume 9: 36-46.
- 1987. «Why Parapsychology Cannot Become a Science». Behavioral and Brain Sciences 10: 576—577.
- 1974—1989. «Treatise on Basic Philosophy»:[7] 8 volumes in 9 parts:
  - «'I»': Sense and Reference. Dordrecht: Reidel, 1974.
  - «'II»': Interpretation and Truth. Dordrecht: Reidel, 1974.
  - "'III': The Furniture of the World. Dordrecht: Reidel, 1977.
  - "'IV': A World of Systems. Dordrecht: Reidel, 1979.
  - «'V»': Epistemology and Methodology I: Exploring the World. Dordrecht: Reidel, 1983.
  - "'VI': Epistemology and Methodology II: Understanding the World. Dordrecht: Reidel, 1983.
  - «'VII»': Epistemology and Methodology III: Philosophy of Science and Technology: «Part I.» Formal and Physical Sciences. Dordrecht: Reidel, 1985. «Part II.» Life Science, Social Science and Technology. Dordrecht: Reidel, 1985.
  - «'VIII»': Ethics: the Good and the Right. Dordrecht: D. Reidel, 1989.
- 1996. «Finding Philosophy in Social Science». Yale University Press.
- 1998. «Dictionary of Philosophy». Prometheus Books.
- 1998. «Philosophy of Science», 2 Vols. New Brunswick, NJ: Transaction.
- 1999. «The Sociology-Philosophy Connection». New Brunswick, NJ: Transaction.
- 2001. «Philosophy in Crisis». Prometheus Books.
- 2002. «Philosophy of Psychology», with Ruben Ardila, Springer.
- 2003. «Emergence and Convergence: Qualitative Novelty and the Unity of Knowledge». Toronto: University of Toronto Press.
- 2006. «Chasing Reality: Strife over Realism». Toronto: University of Toronto Press.
- 2009. «Political Philosophy. Fact, Fiction, and Vision». New Brunswick, NJ, and London: Transaction.
- 2010: «Matter and Mind». Dordrecht — Heidelberg — London — New York, Springer.
- 2012: «Evaluating Philosophies». Dordrecht — Heidelberg — London — New York, Springer.
- 2013: «Medical Philosophy: Conceptual Issues in Medicine». World Scientific Publishing Company.

## Переводы на русский
- Бунге М. Причинность. Место принципа причинности в современной науке. — М.: Иностранная литература, 1962. — 512 с.
- Бунге М. Философия физики. — М.: Прогресс, 1975. — 350 с.